# Cavités du corps humain

Les différentes cavités du corps humain.

Une cavité du corps est un espace ou un compartiment, ou un espace potentiel, dans le corps d'un animal. Les cavités abritent des organes et d'autres structures ; les cavités en tant qu'espaces potentiels contiennent des fluides.
Les deux plus grandes cavités du corps humain sont la cavité corporelle ventrale et la cavité corporelle dorsale. C'est dans la cavité dorsale que se trouvent le cerveau et la moelle épinière.
Les membranes qui entourent les organes du système nerveux central (le cerveau et la moelle épinière, dans les cavités crânienne et les cavités spinale) sont les trois méninges. Les espaces tapissés différemment contiennent différents types de fluides. Dans les méninges, par exemple, le liquide est le liquide céphalo-rachidien ; dans la cavité abdominale, le liquide contenu dans le péritoine est un liquide séreux.
Chez les amniota et certains invertébrés, le péritoine tapisse leur plus grande cavité corporelle, appelée cœlome.

## Cavités du corps humain
Le corps humain dispose des cavités suivantes :
- dans la cavité dorsale
  - la cavité crânienne, délimitée par le crâne et contenant le cerveau, les yeux et les oreilles ;
  - la cavité spinale, délimitée par la colonne vertébrale et contenant la moelle épinière ;
- dans la cavité ventrale
  - la cavité thoracique, délimitée par la cage thoracique et contenant les poumons et le cœur sis dans le médiastin ;
  - la cavité abdomino-pelvienne, soit :
    - la cavité abdominale, délimitée en haut par la cage thoracique et en bas par le pelvis. Elle même scindée en 2 parties :
      - La cavité péritonéale contenant l'estomac, les intestins, le foie, le pancréas et la vésicule biliaire
      - L'espace rétro-péritonéale contenant les reins et les uretères

    - la cavité pelvienne, délimitée par le pelvis et contenant la vessie, l'anus et le système reproducteur ;

| Cavités et membranes | Cavités et membranes      | Cavités et membranes | Cavités et membranes           | Cavités et membranes     |
| Cavités              | Cavités                   | Cavités              | Organes principaux             | Délimitation membraneuse |
| -------------------- | ------------------------- | -------------------- | ------------------------------ | ------------------------ |
| Cavité dorsale       | Cavité crânienne          | Cavité crânienne     | Cerveau                        | Méninges                 |
| Cavité dorsale       | Cavité spinale            | Cavité spinale       | Moelle épinière                | Méninges                 |
| Cavité ventrale      | Cavité thoracique         | Cavité thoracique    | Poumons,Cœur                   | Plèvre, péricarde        |
| Cavité ventrale      | Cavité abdomino-pelvienne | Cavité abdominale    | Appareil digestif, rate, reins | Péritoine                |
| Cavité ventrale      | Cavité abdomino-pelvienne | Cavité pelvienne     | Vessie, système reproducteur   | Péritoine                |